# 杰夫·亨德森
杰夫·亨德森（英語：Jeff Henderson，1989年2月19日—）是美国田径运动员，專攻跳远，以8.54米赢得2015年泛美运动会跳远金牌。2016年8月13日，他在里约奥运会跳远决赛中，以最后一跳8.38米的成绩赢得金牌。

## 外部連結
- 杰夫·亨德森在国际奥林匹克委员会的资料
- 杰夫·亨德森在的頁面